# Radosław Tyrała
Radosław Tyrała – doktor socjologii, adiunkt w Katedrze Socjologii Ogólnej i Antropologii Społecznej Wydziału Humanistycznego Akademii Górniczo-Hutnicznej w Krakowie, przewodniczący Oddziału Krakowskiego Polskiego Towarzystwa Socjologicznego, autor badań nad osobami niewierzącymi. Ukończył studia magisterskie z socjologii i filozofii na Uniwersytecie Mikołaja Kopernika w Toruniu. Tytuł doktorski w dziedzinie socjologii otrzymał, broniąc pracy dyplomowej w Instytucie Socjologii Uniwersytetu Jagiellońskiego w Krakowie.

## Wybrane publikacje
- Radosław Tyrała: O jeden takson za dużo. Rasa jako kategoria społecznie problematyczna. Warszawa: Oficyna Naukowa, 2005. ISBN 83-88164-90-2. Brak numerów stron w książce
- Radosław Tyrała: Dwa bieguny ewolucjonizmu. Nauka i religia w poznawczym wyścigu zbrojeń. Kraków: Zakład Wydawniczy Nomos, 2007. ISBN 978-83-60490-29-7. Brak numerów stron w książce
- Radosław Tyrała: Bez Boga na co dzień. Socjologia ateizmu i niewiary. Kraków: Zakład Wydawniczy Nomos, 2014. ISBN 978-83-7688-182-9. Brak numerów stron w książce